# 228-й гвардейский мотострелковый полк
228-й гвардейский мотострелковый Ленинградско-Павловский Краснознамённый полк (сокр. 228 мсп, в/ч 22316) — тактическое формирование Сухопутных войск Вооружённых сил Российской Федерации. Находится в составе 90-й гвардейской танковой дивизии. Дислоцируется в городе Екатеринбург.

## История
228-й гвардейский мотострелковый Ленинградско-Павловский Краснознамённый полк ведёт свою историю с июля 1941 года, когда из рабочих заводов Ленинграда была сформирована 2-я дивизия народного ополчения. Первое участие в боях дивизия приняла у станции Веймарн на восточном берегу реки Луги. 23 сентября 1941 года соединение стало называться 85-й стрелковой дивизией. На протяжении почти 900 дней блокады Ленинграда дивизия провела в осаждённом городе.
Почётное наименование «Павловская» дивизия получила за успешные действия по освобождению городов Пушкин и Павловск. За участие в прорыве блокады Ленинграда и освобождение Ленинградской области, проявленные при этом военнослужащими мужество и героизм соединение было награждено орденом Красного Знамени.
По окончании войны в сентябре 1945 года 85-я стрелковая дивизия в составе 122-го стрелкового корпуса была передислоцирована в г. Новосибирск, где вошла в состав войск Сибирского военного округа. В 1946 г. дивизия была сокращена до бригады, получив нумерацию 24.
В 1953 году бригада была развёрнута обратно 85-ю стрелковую дивизию, а в 1957 г. соединение переформировано в 85-ю мотострелковую дивизию. 27 марта 1967 г. дивизии присвоено наименование «Ленинградская». Всё последующее время дивизия дислоцировалась в Сибирском военном округе, являясь наиболее развёрнутым и подготовленным соединением округа. Подразделения дивизии располагались возле населённых пунктов Новосибирск-17, Топчиха, Шилово.
Офицеры и солдаты дивизии принимали участие в обеих чеченских кампаниях.
С июня 2009 года дивизия переформирована в 32-ю отдельную мотострелковую Ленинградско-Павловскую Краснознамённую бригаду (32 омсбр), в/ч 22316. Дислоцировалось соединение в посёлке Шилово. Входила в состав 41-й армии (41 А). Командир — Семен Соломенников.
1 декабря 2016 года 32-я отдельная мотострелковая Ленинградско-Павловская Краснознамённая бригада преобразована в 228-й мотострелковый Ленинградско-Павловский Краснознамённый полк в составе 90-й гвардейской танковой Витебско-Новгородской дважды Краснознамённой дивизии с постоянной дислокацией в освободившемся из-под 28-й омсбр 32-м военном городке Екатеринбурга.
На 2020 год 228-й мотострелковый полк был вооружён танками Т-72Б3, бронетранспортёрами БТР-82А, гаубицами 2А65, миномётами 2С12.
В 2022 году принимает участие во вторжении на Украину. По данным украинской стороны, в марте находился на киевском направлении.
Осенью 2023 года полк действовал в окрестностях Кременной в Луганской области.
14 февраля 2023 года полку «за массовый героизм и отвагу, стойкость и мужество, проявленные в боевых действиях по защите Отечества и государственных интересов в условиях вооружённых конфликтов», Указом Президента Российской Федерации присвоено почётное наименование «гвардейский».